# Anton Bullaeus
Anton Bullaeus (auch Anton Bulle oder Bullen; sowie Anton Bulläus und Antonius Bulle oder Anthonius Bullaeus * April 1589 in Minden; † 17. Februar 1654 in Hannover) war ein deutscher Jurist und Stiftsrat.

## Leben
Anton Bullaeus studierte Rechtswissenschaften an der Universität Tübingen, an der er 1614 den Titel als Doktor der Rechte erhielt. Im selben Jahr übernahm er die Aufgaben eines Stiftsrates in seiner Heimatstadt Minden, in der er auch als Stadtrat tätig wurde.
Bulle war verheiratet mit Sophie von Anderten (beigesetzt am 26. Mai 1663 in Hannover in der Kirche zu S. Jacob und Georgen). Zur Zeit des Dreißigjährigen Krieges heiratete Bullens Tochter Elisabeth Bullen 1634 den Herzoglich Braunschweig-Lüneburgischen Hauptmann und Amtsvogt von Burgwedel, Heinrich von Eltz.

## Schriften
- Disputationes et orationes juridico-politicae, quas olim in celeberrimis Germaniae academiis conscripsit / Antonius Bullaeus, Giessae Hessorum: Hampelius, 1618
- Operæ Horarum Subcisivarum, Sive Discursuum Academicorum Tam Ex Jure Publico, quàm privato desumtorum, Decas Miscellanea, ... / Auctore Antonio Bullæo, H. F. J.U.D. ac Episcopali Mindensi consiliario, Bremæ Typis Thomæ Villeriani scholæ typographi, anno M DC XXI;
- Responsum Iuris, Exceptiones Binas, Praetensae sc. suspectae interlineaturae, & putativi usuarii contractus, in ardua quadam pecuniaria causa, eviscerans, ac simul ad oculum demonstrans : frivole a sententia in prima instantia lata ad Cameram Imperialem appellatum ... / Auctore Antonio Bullaeo ..., Rintelii ad Visurgium, Typis & sumptib. Petri Lucii, Acad. Typ. M.DC.XXV; Digitalisat der Bayerischen Staatsbibliothek (BSB)
- Responsum Iuris, Tredecim Sabbathinas Quaestiones, Circa Saevitiam mariti in uxorem, exhibens, & salvo rectiore iudicio, decidens / Magnorum iunctis Iurisconsultorum censuris, & approbationibus, Auctore Antonio Bullaeo ..., Rintelii ad Visurgum, Typis & sumptibus Petri Lucii, Acad. Typ. M.DC.XXV.; Digitalisat der BSB
- Consiliorum sive responsorum à Celeberrimis diversarum Academiarum facultatibus ... decas singularis ... / Auctore Antonio Bullaeo ..., Rintelij ad Visurgim: Lucius, 1628
- In Invictissimi Imperatoris Caroli V. Et Sacri Rom. Imperii Saluberrimas Criminales Sanctiones In Comitiis Tum Augustanis, tum Ratisbonensibus Anno millesimo, quingentesimo, tricesimo, & tricesimo secundo promulgatas Annotationes, Remissiones, Et Observationes Practicae / Auctore Antonio Bullaeo .., Consules Syndicus, & Senatores Inclutae Reipubl. Mindensis, Marpurgi Cattorum: Hampelius, 1631; Digitalisat der Sächsischen Landesbibliothek – Staats- und Universitätsbibliothek Dresden